# معاملة المثليين في مونتسرات
قد يواجه الأشخاص من المثليين والمثليات ومزدوجي التوجه الجنسي والمتحولين جنسياً (اختصاراً: LGBT) في إقليم ما وراء البحار البريطانية مونتسرات تحديات قانونية لا يواجهها غيرهم من المغايرين جنسيا. أصبح النشاط الجنسي المثلي قانونيا في مونتسرات منذ عام 2001.

## قانونية النشاط الجنسي المثلي
قبل عام 2001، كان الجنس الشرجي والجنس الفموي لكل من العلاقات الجنسية المغايرة والعلاقات الجنسية المثلية بين الرجال جرائم جنائية. لم يكن النشاط الجنسي المثلي بين الإناث غير قانوني في مونتسرات. تم إلغاء تجريم الأفعال الجنسية بين شخصين بالغين متوافقين على انفراد في مونتسرات (وغيرها من أقاليم ما وراء البحار البريطانية) صراحة بموجب أمر صادر عن المجلس الخاص للمملكة المتحدة بموجب المادتين 3 (1) و 3 (7) من «قانون الأقاليم الكاريبية (القانون الجنائي)، 2000». وفقًا للمادة 4 من الأمر، صدر القانون بأثر رجعي. هناك استثناءان للقانون: الجنس الجماعي والجنس في الأماكن العامة لا تزال جرائم جنائية، ويمكن أن يؤدي أيضا إلى اتهامات بموجب الفاحشة الجسيمة وغيرها من قوانين الجرائم الجنسية البسيطة.
ونتيجة لكونها إقليم من أقاليم ما وراء البحار البريطانية، مطلوب من مونتسرات الامتثال لالتزاماتها بموجب القوانين الدولية لحقوق الإنسان. على وجه التحديد، يتضمن هذا الالتزام بالاتفاقية الأوروبية لحقوق الإنسان، والتي تسلط الضوء على مسؤولية ضمان عدم التمييز والمساواة.

## الاعتراف القانوني بالعلاقات المثلية

القوانين المتعلقة بالمثلية الجنسية في جزر الأنتيل الصغرى.
زواج المثليين
الاعتراف بزواج المثليين المنعقد في الخارج فقط، دون الاعتراف بعقده في الداخل
شكل آخر من أشكال الاعتراف القانوني
لا اعتراف، أو غير معروف
المثلية الجنسية غير قانونية، لكن القانون لايتم تطبيقه
المثلية الجنسية غير قانونية

زواج المثليين والاتحاد المدني غير قانونيين في مونتسرات. كما أن زواج المثليين محظور دستوريا، إذ تنص المادة 10 (1) من الدستور على ما يلي:
على الرغم من أي شيء في المادة 16، يحق لكل رجل وامرأة في سن الزواج (على النحو الذي يحدده أو بموجب أي قانون) الزواج من شخص مغاير وتأسيس أسرة.

## الحماية من التمييز
تحظر المادة 16 من دستور مونتسرات والمادة 79 من قانون العمل التمييز على أساس التوجه الجنسي :
يُقصد بعبارة «تمييزية» تقديم معاملة مختلفة لأشخاص مختلفين على أي أساس مثل الجنس أو التوجه الجنسي أو العرق أو اللون أو اللغة أو الدين أو الرأي السياسي أو غيره أو الأصل القومي أو الاجتماعي أو الارتباط بأقلية قومية أو ممتلكات أو ولادة أو حالة أخرى.

## ظروف الحياة
يعتبر المشهد والحضور المثلي محدودين للغاية. لا توجد حانات للمثليين أو الملاهي الليلية أو أماكن في مونتسرات، على الرغم من أن العديد من الفنادق ترحب بالسياح المثليين ولديهم سياسات عدم التمييز.
في حين أن مجتمع مونتسرات يميل إلى التسامح مع العلاقات المثلية، إلا أن إظهار التعاطف علنا بين الشركاء المثليين قد ينزعج منه المارة.

## ملخص
| قانونية النشاط الجنسي المثلي                                                                  | (منذ عام 2001)                      |
| المساواة في السن القانوني للنشاط الجنسي                                                       | (منذ عام 2001)                      |
| قوانين مكافحة التمييز في التوظيف                                                              | (منذ عام 2010)                      |
| قوانين مكافحة التمييز في توفير السلع والخدمات                                                 | (منذ عام 2010)                      |
| قوانين مكافحة التمييز في جميع المجالات الأخرى (تتضمن التمييز غير المباشر، خطاب الكراهية)      | (منذ عام 2010)                      |
| قوانين مكافحة أشكال التمييز المعنية بالهوية الجندرية                                          | No                                  |
| زواج المثليين                                                                                 | (محظور دستوريا منذ عام 2010)        |
| الاعتراف القانوني بالعلاقات المثلية                                                           | No                                  |
| تبني أحد الشريكين للطفل البيولوجي للشريك الآخر                                                | No                                  |
| التبني المشترك للأزواج المثليين                                                               | No                                  |
| يسمح للمثليين والمثليات ومزدوجي التوجه الجنسي والمتحولين جنسيا بالخدمة علناً في القوات المسلحة | (المملكة المتحدة مسؤولة عن الدفاع)  |
| الحق بتغيير الجنس القانوني                                                                    | No                                  |
| علاج التحويل محظور على القاصرين                                                               | No                                  |
| الحصول على أطفال أنابيب للمثليات                                                              | No                                  |
| الأمومة التلقائية للطفل بعد الولادة                                                           | No                                  |
| تأجير الأرحام التجاري للأزواج المثليين من الذكور                                              | (غير قانوني للأزواج المغايرين كذلك) |
| السماح للرجال الذين مارسوا الجنس الشرجي التبرع بالدم                                          | No                                  |